# Rite syriaque occidental
 (novembre 2021).
Si vous disposez d'ouvrages ou d'articles de référence ou si vous connaissez des sites web de qualité traitant du thème abordé ici, merci de compléter l'article en donnant les références utiles à sa vérifiabilité et en les liant à la section « Notes et références ».
Le rite syriaque occidental ou rite antiochien est le rite liturgique employé par plusieurs Églises orthodoxes orientales (Église syriaque orthodoxe, Église apostolique arménienne (en partie influencé par le rite byzantin), Église malankare orthodoxe, Église syro-malankare orthodoxe, Église syriaque orthodoxe antiochienne,…)  ainsi que par trois Églises catholiques orientales (Église maronite, Église catholique syriaque et Église catholique syro-malankare).

## Historique
Le rite syriaque occidental est à l'origine le rite de l'Église apostolique d'Antioche.

## Caractéristiques

### Langue liturgique
La langue liturgique est le syriaque.